# Shout It Out
Shout It Out ist das dritte Studioalbum der deutschen Pop-Rock-Sängerin Elli Erl. Es wurde durch Hansa am 4. Oktober 2004 veröffentlicht. Es enthält neben elf Titeln den Siegersong der zweiten Staffel von Deutschland sucht den Superstar, This Is My Life.

## Produktion
Das Siegeralbum der ersten Staffel von Deutschland sucht den Superstar war von Dieter Bohlen produziert worden. Auf eine Zusammenarbeit mit Bohlen legte Erl nach ihrem Sieg keinen Wert. Als Grund nannte Erl, dass ihr „die Songs und die Art, wie Bohlen Musiktitel produziert“, nicht zusagen würden. So entschied sie sich dagegen, ihr Album von Bohlen produzieren zu lassen. Es gab Äußerungen, dass Erls Entscheidung ihr „kein Glück“ gebracht hätte, da ihr Album es nicht auf Platz eins der Charts geschafft hat und auch ihre Singles nicht vom DSDS-Erfolg profitieren konnten.
Weil Erl Bohlen nicht als Produzenten haben wollte, wurden verschiedene Komponisten gesucht, die Erls Titel des Albums komponieren sollten. Frabo produzierte alle Titel des Longplayers. Nur der Song This Is My Life wurde von Bohlen produziert. Die nachfolgende Tabelle gibt eine Übersicht über die Songschreiber und Musikproduzenten an, die an den 12 Titeln des Albums beteiligt waren.

## Titelliste
| Nr. | Titel           | Dauer | Komposition                                                                             | Produktion    |
| --- | --------------- | ----- | --------------------------------------------------------------------------------------- | ------------- |
| 1   | Ready Steady Go | 3:18  | Rea Garvey                                                                              | Frabo         |
| 2   | Not My Type     | 3:34  | Guy Chambers, Michelle Escoffery                                                        | Frabo         |
| 3   | I Surrender     | 3:43  | Tommy La Verdi, Daniel Pandher, Jon Rydningen                                           | Frabo         |
| 4   | This Is My Life | 3:42  | Dieter Bohlen                                                                           | Dieter Bohlen |
| 5   | Shout It Out    | 3:04  | Benito Battiston, Katie Freudenschuss, Philipp Grüll                                    | Frabo         |
| 6   | In My Dream     | 3:42  | Philipp Grüll, Katharina „Nina“ Wächter, Elli Erl                                       | Frabo         |
| 7   | All Things      | 4:42  | Elli Erl                                                                                | Frabo         |
| 8   | Leavin’         | 3:42  | Philipp Grüll, Katharina „Nina“ Wächter, Katharina Wendt                                | Frabo         |
| 9   | Close to Me     | 3:08  | Philipp Grüll, Katharina „Nina“ Wächter, Florian Zrenner, Andreas Schechinger, Elli Erl | Frabo         |
| 10  | Slippin’ Away   | 4:02  | Philipp Grüll, Katharina „Nina“ Wächter                                                 | Frabo         |
| 11  | Shine           | 0:35  | Philipp Grüll, Katharina „Nina“ Wächter, Andreas Schechinger, Elli Erl                  | Frabo         |
| 12  | Strong Enough   | 4:03  | Svein Finneide, Ken Ingwersen, Jon Rydningen                                            | Frabo         |

## Chartplatzierung
Shout It Out stieg am 18. Oktober 2004 auf Platz 33 der deutschen Albumcharts ein und hielt sich dort zwei Wochen. In Österreich und in der Schweiz stieg das Album nicht in die offiziellen Hitparaden der jeweiligen Länder ein.

## Singleauskopplungen
Insgesamt wurden drei Songs des Albums als Singles ausgekoppelt. Die erste Single war das Stück This Is My Life am 22. März 2004. Der Song belegte Rang drei in Deutschland, Position sechs in Österreich und Platz elf in der Schweiz. Am 12. Juli 2004 folgte die zweite Auskopplung. In My Dream belegte Rang 40 der deutschen Singlecharts und hielt sich dort fünf Wochen. In Österreich und in der Schweiz kam es zu keinem Charteinstieg. Als dritte und letzte Single der Platte erschien am 4. Oktober 2004 durch Hansa Not My Type. Der Song platzierte sich auf Rang 90 der deutschen Charts und verblieb dort eine Woche.

## Rezeption
Alexander Cordas von laut.de bewertete das Album mit zwei von fünf Sternen. So seien die Songs „stilistisch im weiten Feld des Mainstream-Rocks.“ Die Titel klängen deutlich hörbar nach Alanis Morissette und Melissa Etheridge, was „ihren Songs einen großen Wiedererkennungswert“ [verleihen würde]. Das Stück In My Dreams ragt mit großem Abstand von allen anderen Titeln heraus.